# Ванден
Ванде́н (фр. Vandeins) — коммуна во Франции, находится в регионе Рона — Альпы. Департамент — Эн. Входит в состав кантона Вирья. Округ коммуны — Бурк-ан-Брес.
Код INSEE коммуны — 01429.

## География
Коммуна расположена приблизительно в 360 км к юго-востоку от Парижа, в 55 км севернее Лиона, в 12 км к западу от Бурк-ан-Бреса.
По территории коммуны протекает река Иранс.

## Население
Население коммуны на 2010 год составляло 619 человек.
| 1962 | 1968 | 1975 | 1982 | 1990 | 1999 | 2010 |
| ---- | ---- | ---- | ---- | ---- | ---- | ---- |
| 318  | 258  | 250  | 329  | 415  | 510  | 619  |

## Экономика
В 2010 году среди 411 человек трудоспособного возраста (15—64 лет) 321 были экономически активными, 90 — неактивными (показатель активности — 78,1 %, в 1999 году было 73,0 %). Из 321 активных жителей работали 310 человек (164 мужчины и 146 женщин), безработных было 11 (3 мужчин и 8 женщин). Среди 90 неактивных 32 человека были учениками или студентами, 45 — пенсионерами, 13 были неактивными по другим причинам.

## Фотогалерея

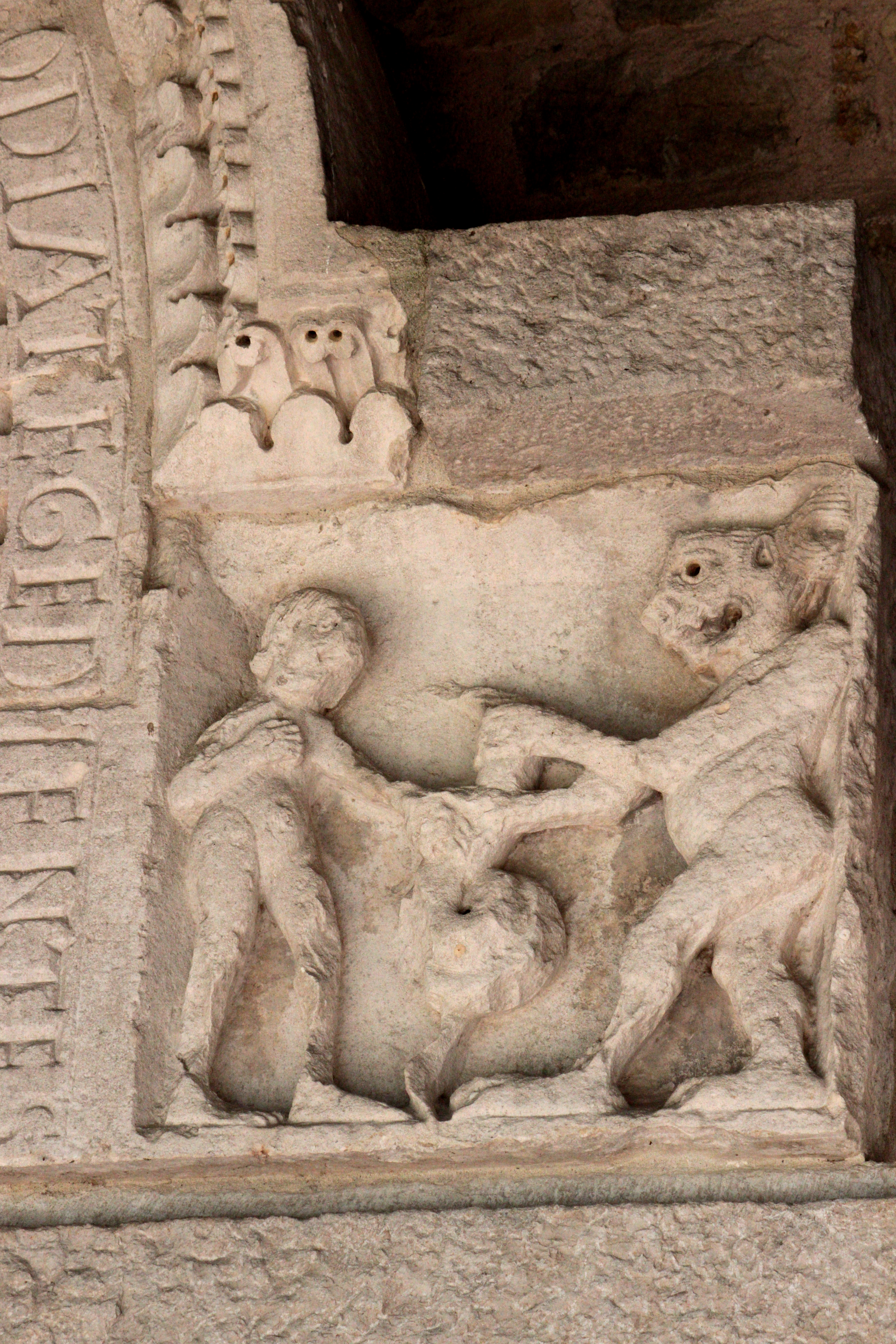
Тимпан церкви Нотр-Дам (XII век)
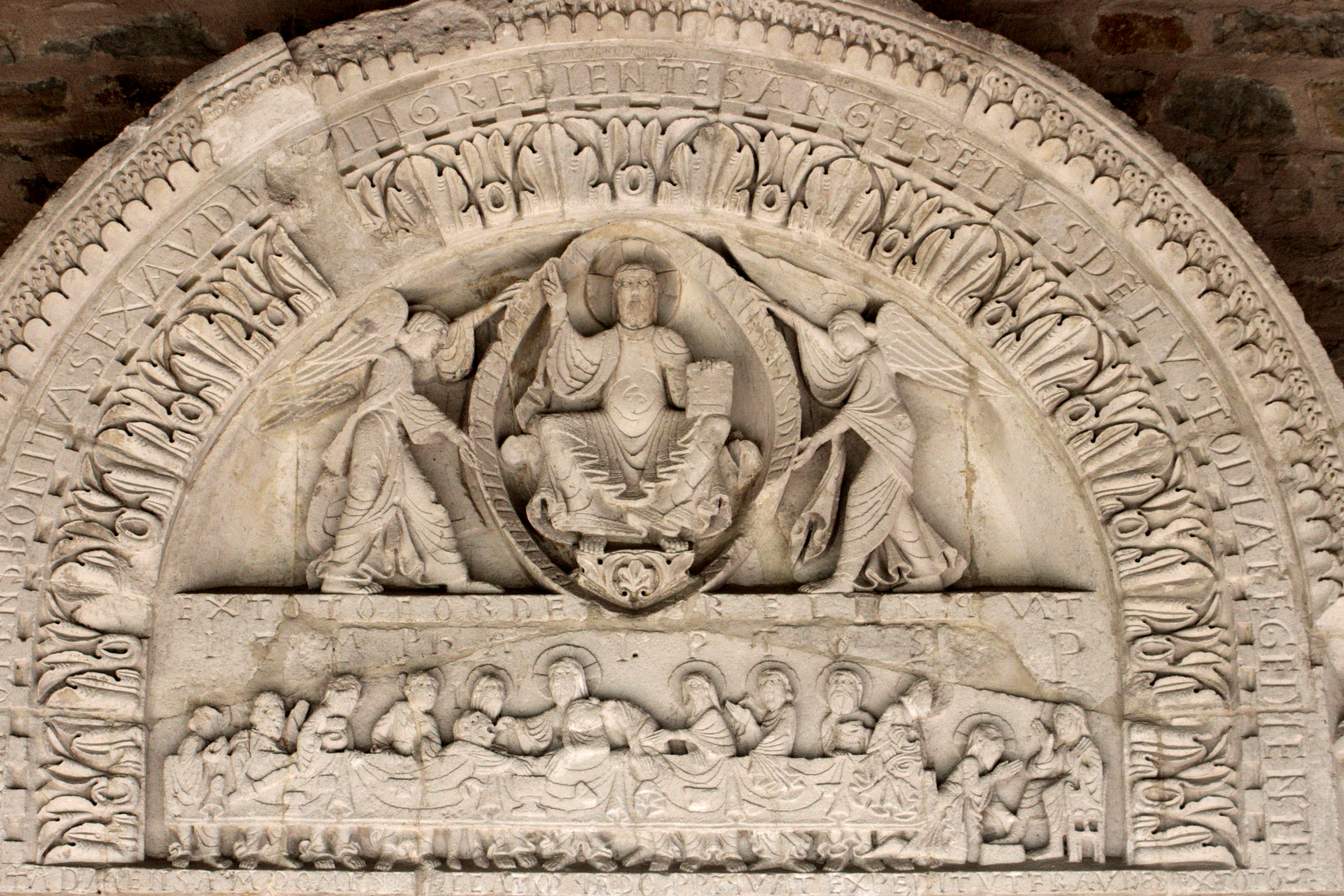
Тимпан церкви Нотр-Дам (XII век)
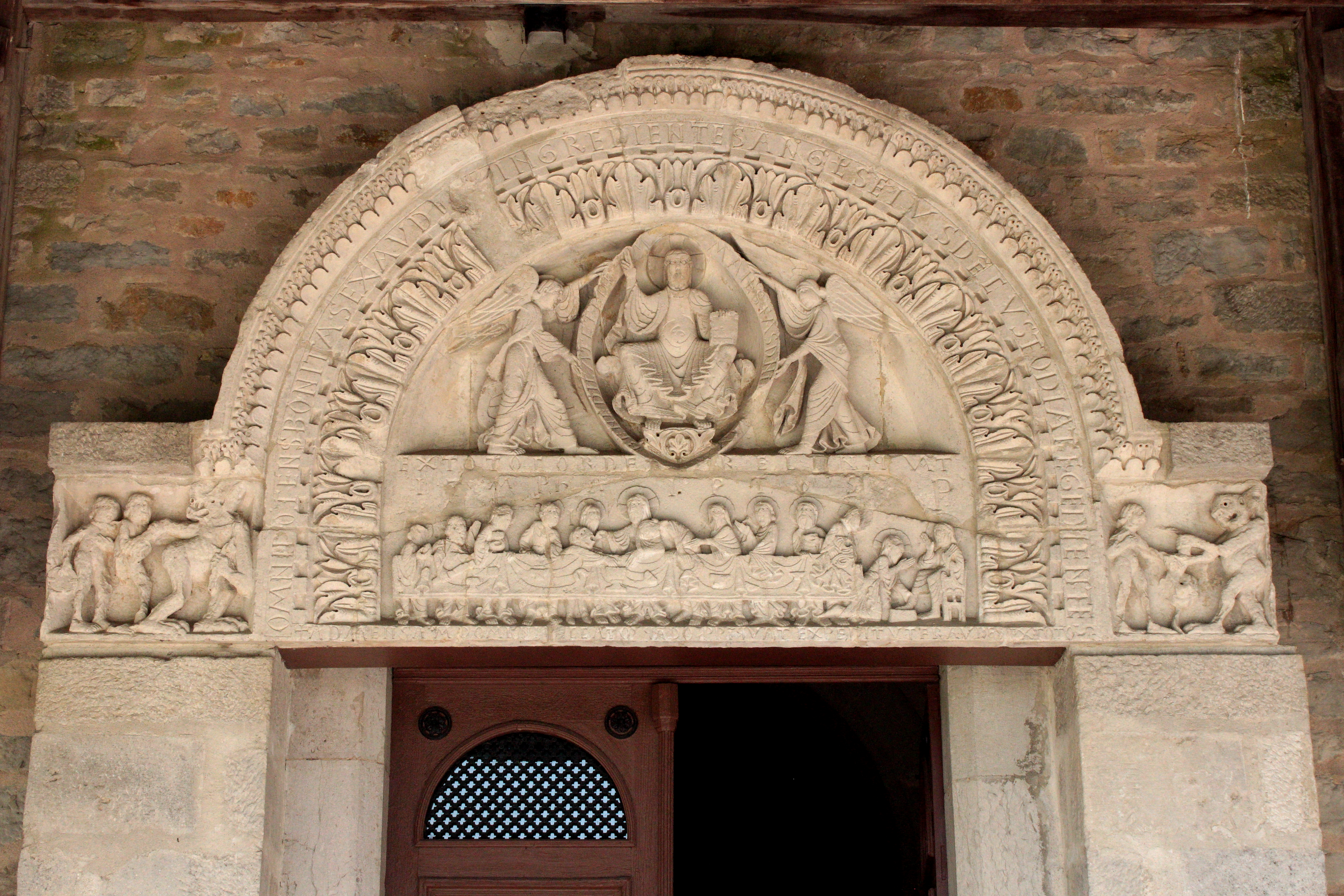
Тимпан церкви Нотр-Дам (XII век)
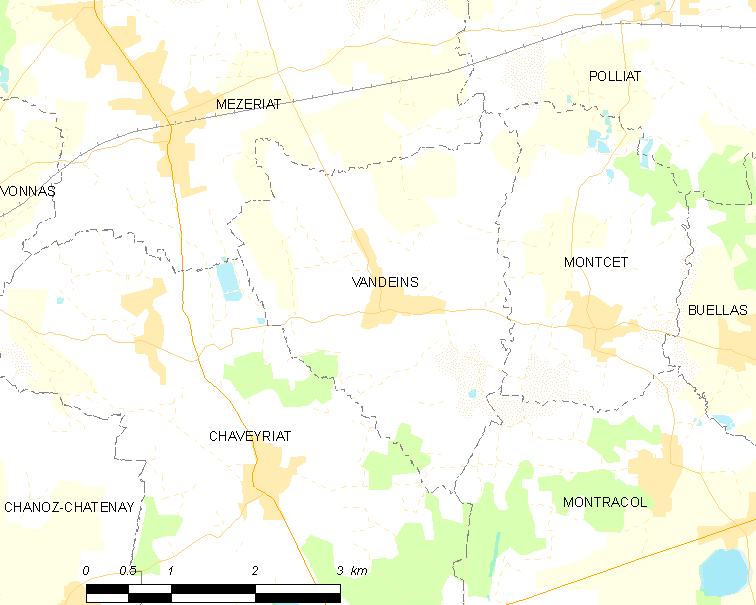
Карта коммуны